# September Mourning
September Mourning — музичний гурт, що грає в стилі важкий метал та реалізує трансмедійний проєкт у стилі темної культури авторства Емілі Лазар та Марка Сильвестрі. Гурт 2009 року заснувала в Нью-Йорку фронтвумен гурту — співачка та скримінг-виконавиця Емілі Лазар. Концептуальний наратив, створений співачкою та інкорпорований у творчість і перформанси гурту, розгортається навколо оповідання про гібрида людини й похмурого женця — жінку на ім'я Септембер (англ. September, дослівно — «вересень»). Персонаж мандрує світами живих та мертвих, а її людська іпостась забезпечує їй достатньо емпатії, аби давати деяким людським душам другий шанс. Ця історія транслюється через різні медіаплатформи, серед яких — музика, комікси та концерти. Комікси публікує компанія Top Cow Productions (партнер Image Comics).

## Історія

### Становлення (2009—2010)
Початкову сюжетну лінію September Mourning створила Емілі Лазар. Марк Сильвестрі з Top Cow Productions долучився до цієї справи після того, як Лазар розкрила йому свою ідею через Myspace. Вони спільно розвинули цілий світ та сюжет історії про «September Mourning». Лазар так описала цей проєкт:
«Це — сюжетна лінія, яка має музичну складову. Художню складову. Сюжет — це те, завдяки чому це все тримається купи. Музика ж — неначе глазур на поверхні торта. Вона, звісно, дуже важлива, але вона є лише засобом, аби розповісти історію.»
На початку 2009 року Лазар стала зосереджуватися на музиці проєкту. Спільно з гітаристом і програмувальником Крісом Еґертом та гітаристом Джеймсом Дюраном вона почала записувати пісні для гурту September Mourning та організовувати музичні тури за участі різних запрошених барабанщиків і бас-гітаристів. Після переїзду із Нью-Йорка до Лос-Анджелеса наприкінці 2010, склад гурту цілковито змінився, при чому Емілі Лазар залишилася єдиною його постійною учасницею.
2010 року, на фестивалі Comic-Con у Сан-Дієго, видавець коміксів Top Cow Productions оголосив про створення концептуального оповідання авторства Марка Сильвестрі та гурту September Mourning (під однойменною назвою — September Mourning), ознайомче резюме сюжету якого пізніше, того ж року, було опубліковано в першому спеціальному святковому виданні (Holiday Special). Наприкінці 2011 року, на наступному фестивалі Comic-Con у Сан-Дієго, MTV Geek оголосив про партнерство з Марком Сильвестрі та Емілі Лазар із метою створення вебсеріалу на основі сюжету коміксу September Mourning, а також створення онлайн-коміксу та інших подібних матеріалів для їхнього вебсайту, тоді як Девід Гайн зголосився на роль автора сценарію для серіалу. Однак невчасне закриття MTV Geek призвело до того, що вебсеріал так ніколи й не було реалізовано.

### Демо-альбомMelancholia(2011)
На початку 2011 року Еґерт і Лазар зайнялися самостійним продюсуванням музичного альбому, що містив перші демо-версії пісень гурту. Альбом під назвою Melancholia вийшов 9 травня 2012 року під лейблом Repo Records у Німеччині, як ексклюзивний для цієї країни реліз, а запрошеними виконавцями в ньому виступили барабанщик Раян Сіман із гурту Falling in Reverse, та бас-гітарист Філ Бакман із гурту Filter. Мікшування й мастеринг альбому виконав Дейв Огілві.
17 липня 2012 року демо-версію нової пісні, «Before the Fall», написаної й спродюсованої у співавторстві із Сахажем Тікотіном, а також музичний відеокліп на цю пісню, було використано в рекламі TNA Wrestling та їхнього шоу Hardcore Justice PPV, що мало відбутися в серпні 2012 року. Наступного ж тижня цей сингл було незалежно випущено на iTunes Store та Spotify, і він став демонстрацією прогресу гурту в написанні пісень та його руху в напрямку більш комерційного звучання.
У вересні 2013 року гурт September Mourning виступив на вечірці Schecter Guitars у їхньому шоу NAMM. Емілі Лазар продовжила розвивати вигляд та театральний образ гурту, а також створювати нові матеріали для проєкту. Гурт здійснив декілька одноразових перформансів на території Каліфорнії, таким чином рекламуючи себе перед музичними лейблами. Пізніше того ж року September Mourning підписали контракт із Virgin Records.

### Volume I(2015)
На початку 2014 року на Loudwire відбулася прем'єра нової пісні — «Children of Fate», написаної у співавторстві із Сахажем Тікотіном, і спродюсованої Говардом Бенсоном. 12 липня 2015 року гурт September Mourning запустив кампанію на Kickstarter з метою збору коштів на випуск першого видання коміксу на основі сюжетної лінії проєкту. Кошти було зібрано за менш ніж 72 години. У вересні на Loudwire відбулася прем'єра ще однієї пісні з дебютного міні-альбому гурту — Eye of the Storm. Міні-альбом, змікшований та спродюсований Сахажем Тікотіном, вийшов 2 жовтня 2015 року.
Комікс під назвою «Вбивство женців» (англ. A Murder of Reapers) було випущено в жовтні 2015 року через Top Cow Productions/Image Comics наряду з альбомом Volume I — першим релізом гурту на території США. Міні-альбом отримав позитивні відгуки; зокрема, The Front Row Report висловилися про нього так: «усі компоненти впливу проєкту презентують відчуття сили й життєздатності. Скориставшись таким унікальним методом розповідання історії та безпосереднього транслювання пристрасті, September Mourning своїм альбомом Volume 1 налаштували себе на успіх». Live-metal.net зазначили, що «менш, ніж за 20 хвилин, Volume I утверджує гурт September Mourning як один із небагатьох по-справжньому унікальних проєктів, активних станом на сьогодні. Назва альбому свідчить про те, що це — лише початок, що є багатообіцяючою, захопливою думкою.»

### Volume II(2016)
У березні 2016 року гурт September Mourning оголосив про підписання контракту із Sumerian Records, і випустив музичний відеокліп на пісню «Eye of the Storm». Офіційний реліз пофноформатного альбому Volume II, продюсером якого виступив Сахаж Тікотін, відбувся 29 липня 2016 року, водночас із публікацією другого видання коміксу. Лазар зазначила, що «Volume II є продовженням першого кроку в нашій мандрівці, яка почалася з нашого самостійного випуску міні-альбому Volume I, а також „Вбивства женців“ — першого видання нашого коміксу. Volume II слідує за оповіданням про нашого героя — September Mourning — протягом всього другого видання коміксу, що має назву „Рука долі“». Із метою реклами цього релізу було створено анімоване ліричне відео на пісню «Skin And Bones», прем'єра якого відбулася на Loudwire в липні 2016 року.

## Склад гурту

### Поточні учасники
- Емілі «September Mourning» Лазар — вокал, клавішні (2009–дотепер)[16]
- Річ Юзвік — гітари, бек-вокал (2014–дотепер)[16], бас-гітара (2018–дотепер)
- Патрік Романеллі — гітари, бек-вокал (2017–дотепер)[16], бас-гітара (2018–дотепер)
- Кайл Маєр — ударні (2018–дотепер)[16]

### Колишні учасники
- Джеймс Дюран — гітари, баси(2009—2010)
- Кріс Еґерт — гітари, баси, програмування (2009—2010)
- Нобуакі Хаяші — гітари (2012)
- Стів Подгорскі — гітари (2012—2013)
- Ксав'є Моро — гітари (2014—2015)
- Скот Крайст — баси, бек-вокал (2012—2013)
- Шон Камерон — ударні (2012—2013)
- Томмі Джо Ретліфф — баси (2014—2015)
- Клейтон Раян — баси (2015)
- Джерая Іґер — баси (2015—2016)
- Енді Десікко — баси (2016—2018)
- Кайл Орт — гітари (2015—2017)
- Джош Фріжа — ударні (2014—2018)

## Дискографія

### Студійні альбоми
- Volume II (2016)

### Міні-альбоми
- Volume I (2015)
- Volume III (2019)

### Сингли
| Назва                 | Рік  | US Main. | Альбом            |
| --------------------- | ---- | -------- | ----------------- |
| «Before the Fall»     | 2015 | —        | Volume II         |
| «Eye of the Storm»    | 2016 | 40       | Volume II         |
| «20 Below»            | 2017 | 39       | Volume II         |
| «'Til You See Heaven» | 2017 | —        | Volume II         |
| «Empire»              | 2018 | —        | Неальбомний сингл |
| «Glass Animals»       | 2018 | —        | Неальбомний сингл |
| «Unholy»              | 2019 | —        | Volume III        |
| «Hiding from Heaven»  | 2019 | —        | Volume III        |